# Parahyliota serricollis
Parahyliota serricollis is een keversoort uit de familie spitshalskevers (Silvanidae). De wetenschappelijke naam van de soort werd in 1861 gepubliceerd door Ernest Candèze.